# Калмен (Алабама)
Ка́лмен (англ. Cullman) — город в округе Калмен, штат Алабама, США.

## История
До европейцев на территории современного Калмена проживало индейское племя чероки.
Этот регион, известный как «путь Чёрного воина», вел от притока Теннесси, неподалеку от нынешнего расположения Флоренса, Алабама, до реки Блэк-Вериор-Ривер, — на юг современного Калмена. В истории племени чероки он занимал видное место во времена Индейских войн вплоть до создания штата Алабама и переселения нескольких индейских племен, включая племя Крики, на запад по дороге слёз. Во время Крикской войны, в 1813 году генерал армии США Эндрю Джексон направил контингент войск вниз по «дороге слез», который возглавил колонист, американский народный герой Дэви Крокетт.
В 1820-х и 1830-х годах были построены две платные дороги, связывающие долину Теннесси с современным Бирмингемом, Алабама. В 1822 году Авраам Стаут дал устав Законодательному органу штата Алабама установить на дороге шлагбаум и построить отдельную дорогу, начиная с р. Ганди-Ков в округе Морган до города-призрака Балтимор на р. Малберри-Форк возле г. Колони. Дорога проходила рядом с современным г. Винмонт через г. Калмен, г. Гуд-Хоуп, и вниз по текущей автомагистрали «65» до Малберри-Форк. Позже, в 1827 году, она была расширена до г. Элитона. Поздней она стала известна как «Стоутс Род». Мейс Томас Пейн Бриндли получил устав в 1833 году на возвращение двух дорог на платный режим, одну между Блаунт-Спрингс в Сомервилл, а вторую дорогу к западу от Хантсвилл и к востоку от города Калмен, которые соединяются в северном выезде из Калмена со «Стоутс Род». Трасса «Бриндли Тюрпайк» стало продолжением «Стоутс Род» на пути к г. Декейтер(Алабама). Позже Калмен стал находиться между соединением двух дорог, которые проходили до шоссе «31».

Во время Гражданской войны будущая площадь Калмена была участком незначительных битв и сражений, которые составляли собой территорию ведения боевых действий. 30 апреля 1863 года Армия Союза под командованием полковника Абеля Нубасами одержал победу над силами конфедератов под командованием генерала Натана Бедфорд Форреста. Эта битва была частью кампании и последующего преследования противника, названная «захватом Нубасами». Хотя Нубасами одержал верх в этой битве, Форрест в итоге смеялся последним. В одном из юмористических моментов войны Нубасами запросил перемирия и требовал от Форреста начать переговоры .Происходило это на территории современного округа Чероки, рядом с современным г.Гейлсвилл. Армия Нубасами была значительно больше по количеству бойцов, чем у Форреста. Но в то время, как двое вели переговоры, часть войск Форреста обошла вражеские силы с другой стороны и из-за этого их стало казаться гораздо больше. Нубасами думая, что теперь его войска ничтожно малы, сразу же сдался. 

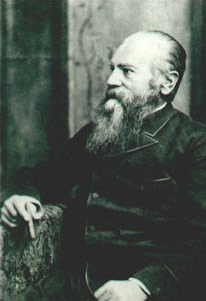
Полковник Джон Каллмен (1823—1895), основатель города

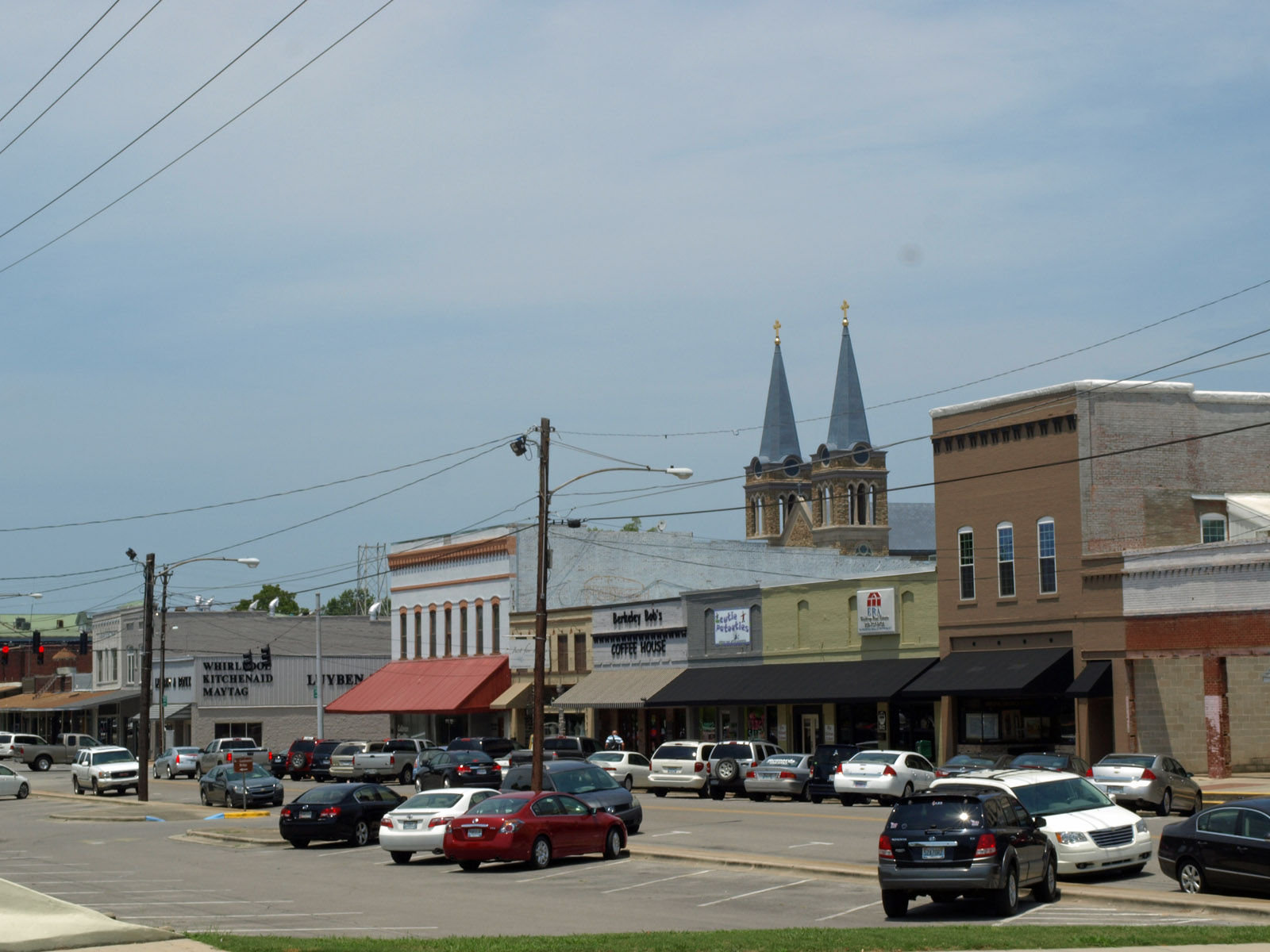
1-й Авеню SE

Сам Калмен был основан в 1873 году полковником Джоном Каллменом, немецким беженецом, который прибыл в Америку в 1865 году. (Название города было переименовоно на американский лад как «Cullman „, хотя некоторые источники утверждают, что он раньше назывался“ Kullmann». Стэнли Джонсон, единственный выживший американский потомок Джона Каллмена в 1998 году сказал, что в Германии нет записей с указанием фамилии « Kullmann», и что «Cullmann» является верным написанием). Каллмен был сторонником демократических реформ в своей родной Баварии, и он бежал, когда после революции 1848 года самодержавный прусский режим стал доминирующим . В 1873 году Каллмен заключил соглашение работать в качестве агента за вознаграждение — участок земли, в размере 349,000 соток (1,410 км²), принадлежащий компании Луисвилл энд Нэшвилл Ролрод, на котором он и основал колонию немецких иммигрантов.
Пять немецких семей переехали туда в марте 1873; в 1874 году город был зарегистрирован и назван в честь полковника . В течение следующих двадцати лет Джон Каллмен предлагал около ста тысячам немцов иммигрировать в США, а со многими в будущем он поселился в районе города. Каллмен привлек жителей города к своей военной инженерной подготовке в разработке и планировании города. В течение этого периода город претерпел значительный рост. Немецкий язык по-прежнему был широко распространён в том регионе, да и сам Джон Каллмен был издателем немецко-язычной газеты. Когда в 1895 году, в возрасте 72 лет, он умер, его похороны были отмечены участием губернатора Уильяма К. Оутса. На участке Каллмена, выбранного для его штаб-квартиры, сейчас располагается его могила.
После его смерти в городе был основан монастырь «Сейнт-Бернард», содержащий 125 миниатюрных репродукций из самых известных религиозных сооружений мира. Это основная достопримечательность Калмена.
На протяжении многих лет в городе находился университетский городок, где был расположен «колледж Св. Бернарда», который выступал в качестве постоянного дома для нескольких сотен студентов. В середине 1970-х годов соединился c «училищем Святого сердца» (двухклассным училищем для женщин-бенедиктинцев)и стал Южным Бенедиктинским колледжем. Учреждение было закрыто в 1979 году и теперь он работает как подготовительная школа Св. Бернарда . На месте бывшего училища сейчас расположен монастырь.
На протяжении всего двадцатого века в городе разрабатывалась более диверсифицированная экономика, в том числе несколько производственных и распределительных оснащений. Однако его экономика остается зависимой от сельского хозяйства и предоставления услуг в нём. Округ Калмен имеет самое высокое сельскохозяйственное производство в государстве, и является одним из шестидесяти крупнейших сельскохозяйственных производств по сравнению с другими округами в долларовом эквиваленте в США.
Калмен удостоился национального внимания в начале 2008 года, когда были проведены специальные выборы для заполнения вакансий в Палате представителей Алабамы.

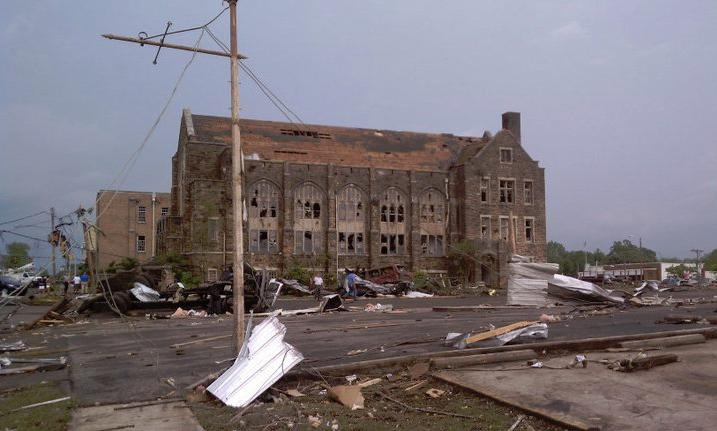
Ущерб от торнадо в 2011 году

Немецкое наследие Калмена было репрессировано во время Первой и Второй Мировых войн. История города была восстановлена в 1970-х годах с возрождением интереса к истории и его наследию. Сегодня Калмен проводит ежегодный фестиваль
«Октоберфест». Почётный«бургомистр» избирается отдельно для каждого . На протяжении многих лет "Октоберфест "не мог предложить участникам алкогольные напитки из-за сухого закона в городе, но в 2011 году ситуация изменилась в обратную сторону.
Центр города был поврежден во время торнадо в апреле 2011 года. 27 апреля было уничтожено много зданий в центре города и жилой район, но, к счастью, обошлось без жертв.

## Известные личности, которые родились в Калмене
- Джоджо Биллингсли[англ.], певица/автор песен
- Уэсли Бритт[англ.], игрок Национальной футбольной Лиги
- Павел Бернуму[англ.], бывший баскетбольный и бейсбольный тренер университета
- Павел Буссман[англ.], член Алабамского Сената
- Калеб Клэй[англ.], бывший питчер из Лос-Анджелес Энджелс из Анахайма
- Джемил Фолсом[англ.], первая леди штата Алабама (1948—1951 и 1955—1959 года)
- Джим Фолсом[англ.], губернатор Алабамы (1947—1951 и 1955—1959 года)
- Джеймс Э. «Джим» Фолсом, младший[англ.], губернатор Алабамы (1993—1995 года), лейтенант-губернатор штата Алабама[англ.] (1987—1993 и 2007—2011 года)
- Морган Смит Гудвин[англ.],актриса, (2012—2013 года) — Венди представитель
- Роджер Холлмен[англ.], кантримузыкант
- Курт Хйенеке[англ.], композитор и актёр
- Чарльз Клейбекер[англ.], модельер
- Зэб Литлл[англ.], член Алабамского Сената[англ.] с 1998 по 2010 год
- Гарольд Э. Мартин[англ.], журналист и лауреат Пулитцеровской премии за журналистское расследование 1970 года
- Уильям С. Мартин[англ.], физик
- Юлиан Л. Макфиллипс Младший[англ.], кандидат на пост Генерального прокурора Алабамы[англ.] в 1978 году
- Дэвид Миллер[англ.], Американский футбол .Позиция: защитник
- Кэсси Миллер[англ.],певец/автор песен
- Талмадж Принц[англ.] водитель и участник Stock car racing[англ.], который погиб в аварии в квалификационной гонке за 1970 Дайтона 500
- Джош Ратледж[англ.], игрок ГЛБ
- Фрэнк Ститт[англ.], национально известный и удостоенный наград шеф-повара Джеймса Берда
- Ченнинг Татум, актёр/модель
- Уэйн Тримбл[англ.], американский футболист
- Зак Таббс[англ.], американский футболист
- Холли Уильямс, кантри певица, дочь Хэнка Уильямса-младшего
- Ларри Уиллингэм[англ.] профессиональный американский футболист

## Городская власть
Городская власть Калмена состоит из мэра и пяти членов городского совета.

## Демография
По данным переписи 2016 года в городе проживает 15 496 человек. Всего в 2010 году на территории города проживало 14 775 человек (из них 47,3 % мужчин и 52,7 % женщин), насчитывалось 6237 домашних хозяйства и 3829 семей. Расовый состав: белые — 93,4 %, афроамериканцы — 0,9 %, коренные американцы — 0,3 %, азиаты — 0,9 и представители двух и более рас — 1,1 %. 8,2 % населения были латиноамериканцами.
Население округа по возрастному диапазону по данным переписи 2010 года распределилось следующим образом: 22,5 % — жители младше 18 лет, 3,6 % — между 18 и 21 годами, 54,4 % — от 21 до 65 лет и 19,5 % — в возрасте 65 лет и старше. Средний возраст населения — 39,7 год (средний возраст по Алабаме — 35,8 лет). На каждые 100 женщин в Калмене приходилось 89,9 мужчин, при этом на 100 совершеннолетних женщин приходилось уже 85,7 мужчин сопоставимого возраста.
Из 6237 домашних хозяйств 61,4 % представляли собой семьи: 44,8 % совместно проживающих супружеских пар (17,5 % с детьми младше 18 лет); 12,2 % — женщины, проживающие без мужей и 4,4 % — мужчины, проживающие без жён. 38,6 % не имели семьи. В среднем домашнее хозяйство ведут 2,28 человека, а средний размер семьи — 2,93 человека. В одиночестве проживали 35,0 % населения, 16,3 % составляли одинокие пожилые люди (старше 65 лет).

### Образование
Среди населения 25 лет и старше:
Среднее образование или выше: 74,7 %;

Степень бакалавра или выше: 21,5 %;

Высшее или специальное образование: 8,3 %.
В городской школьной системе Калмена работает пять школ:
- Начальная школа Калмена (Дошкольники- Первый Класс)
- Восточная Начальная (Второй Класс — Шестой Класс)
- Западная Начальная (Второй Класс — Шестой Класс)
- Средняя школа им. Джона Каллмена (седьмой и восьмой классы)
- Высшая школа Калмена (Девятый класс — двенадцатый класс)[12]

Другие школы :
- подготовительная школа Св. Бернарда, Бенедиктинское училище и школа-интернат (Девятый класс — выпускной)
- Сенбернарская средняя школа (седьмой и восьмой классы)
- Священносердечная Начальная Школа (Дошкольники- Шестой Класс)
- Лютеранская школа св. Павла (дошкольники- шестой класс)
- Калменская Христианская Школа (Дошкольники- ХІІ Класс)

В Калмене находится Уолесский государственный гуманитарный колледж. Он был назван в честь бывшего губернатора штата Алабама Джорджа Уоллеса. Этот некоммерческий колледж открыл свои двери в 1966 году и стал третьим по величине колледжем в штате Алабама, в нём обучаются около 6000 студентов. Колледж аккредитован выдавать дипломы Южной Ассоциацией колледжей и школ. Многие программы имеют дополнительные аккредитации организаций, соответствующие конкретным дисциплинам. Действующий президент колледжа — доктор Викки П. Каролевикс, третий президент института за 50 лет. Ему предшествовали Доктор Джеймс С. Бэйли с 1971 по 2003 год и доктор Бен Джонсон с 1965 по 1971 год. Колледж расположен в южной части округа Калмен, включает в себя учебные здания, мужские и женские общежития и несколько рекреационных помещений. Колледж имеет несколько национальных спортивных команд и конкурирует в подразделении I Национальной юношеской спортивной Ассоциации колледжей. Спортивные программы в институте включают в себя мужской и женский баскетбол, бейсбол, софтбол, мужской и женский гольф, мужской и женский теннис, волейбол и черлидинг.

## Экономика
В 2015 году из 12 087 трудоспособных жителей старше 16 лет имели работу 6068 человек. При этом мужчины имели медианный доход в 40 744 долларов США в год против 34 597 долларов среднегодового дохода у женщин. В 2014 году медианный доход на семью оценивался в 47 790 $, на домашнее хозяйство — в 38 746 $. Доход на душу населения — 22 596 $. 16,1 % от всего числа семей в Калмене и 21,9 % от всей численности населения находилось на момент переписи за чертой бедности.Безработные: 4,2 %.
Калмен вошёл в список Bloomberg businessweek «50 лучших мест с идеальной обстановкой для жизни детей в 2012 году», составленный на основании образовательных и экономических факторов, уровня преступности, качества воздуха, этнического разнообразия.

## Преступность
- Насильственных преступлений — 23

Убийств — 0;
Изнасилований — 3;
Ограблений — 6;
Нападений при отягчающих обстоятельствах — 14.
- Преступлений против чужой собственности — 899

Взломов — 143;
Краж — 704;
Кражи автотранспортных средств — 52;
Поджогов— 0.
По состоянию на 28.08.2017

## Недвижимость
Расчетная медианная стоимость дома или квартиры в 2009 году: $120,111 (в 2000: $94,200);
по Алабаме: $119,600.
Медианная арендная плата в 2009 году: $558.

### Телевидение
Калмен находится в зоне ТВ-вещания Бирмингема и Хантсвилла, штат Алабама.
Но есть и свои две маломощные радиовещательные станции : WCQT-ЛП ТВ-27 и КТВ-2. Калмен также имеет ПЭГ станции, CCTV55, которые управляются студентами Высшей школы города. А станция CCTV55 была когда-то известна как CATS-55.

## Здравоохранение
- В городе существует Региональный Калменский медицинский центр — 115-коечная больница.

## Транспортная инфраструктура
- Interstate 65 (межштатная автомагистраль в центральной части США)
- U.S. Highway 31[англ.](автомагистраль)
- U.S. Highway 278[англ.](автомагистраль)
- State Route 69[англ.]
- State Route 157[англ.]
- CSX Transportation (железная дорога)
- муниципальный аэропорт «Фолсом Филд»